# ツール・ド・フランス1919
ツール・ド・フランス1919は、ツール・ド・フランスとしては13回目の大会。1919年6月29日から7月27日まで、全15ステージ、全行程5560kmで行われた。第一次世界大戦後に行われた、最初のツール・ド・フランスである。

## 総合成績
| 順位 | 選手名                         | 国籍     | 時間            |
| ---- | ------------------------------ | -------- | --------------- |
| 1    | フィルマン・ランボー           | ベルギー | 231時間07分15秒 |
| 2    | ジャン・アラヴォワーヌ         | フランス | +1時間42分54秒  |
| 3    | ウジェーヌ・クリストフ         | フランス | +2時間26分31秒  |
| 4    | レオン・シウール               | ベルギー | +2時間52分15秒  |
| 5    | オノーレ・バルテレミ           | フランス | +4時間14分22秒  |
| 6    | ジャック・コーマンス           | ベルギー | +15時間21分34秒 |
| 7    | ルイジ＝ナターレ・ルーコッティ | イタリア | +16時間01分12秒 |
| 8    | ジョセフ・ファンダール         | ベルギー | +18時間23分02秒 |
| 9    | アルフル・ストゥー             | ベルギー | +20時間29分01秒 |
| 10   | ジュール・ナンポン             | フランス | +21時間44分12秒 |

### マイヨ・ジョーヌ保持者
ツール・ド・フランスにおいて、総合時間首位者を示すマイヨ・ジョーヌ着用制度が設けられたのはこの大会からである。第11ステージ終了時点で総合首位だったウジェーヌ・クリストフに対し、ツール運営責任者であるアンリ・デグランジュから授与されたのが最初である。
| 選手名                 | 国籍     | 首位区間  |
| ---------------------- | -------- | --------- |
| ジャン・ルシユ         | ベルギー | 第1       |
| アンリ・ペリシエ       | フランス | 第2-第3   |
| ウジェーヌ・クリストフ | フランス | 第4-第13  |
| フィルマン・ランボー   | ベルギー | 第14-最終 |